# Distrito fitogeográfico patagónico fueguino

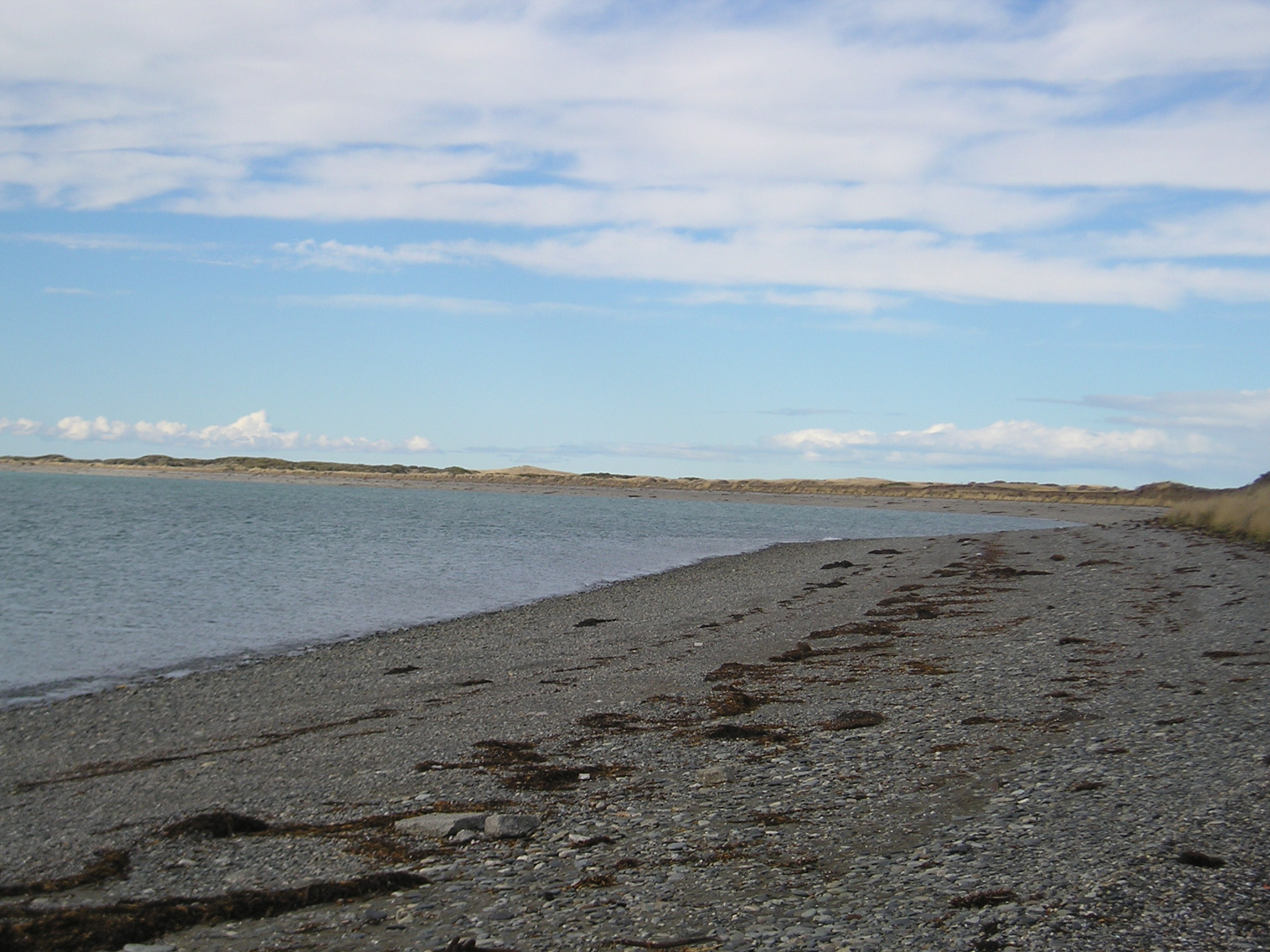
Punta Espora, en el sector chileno de la isla Grande de Tierra del Fuego.

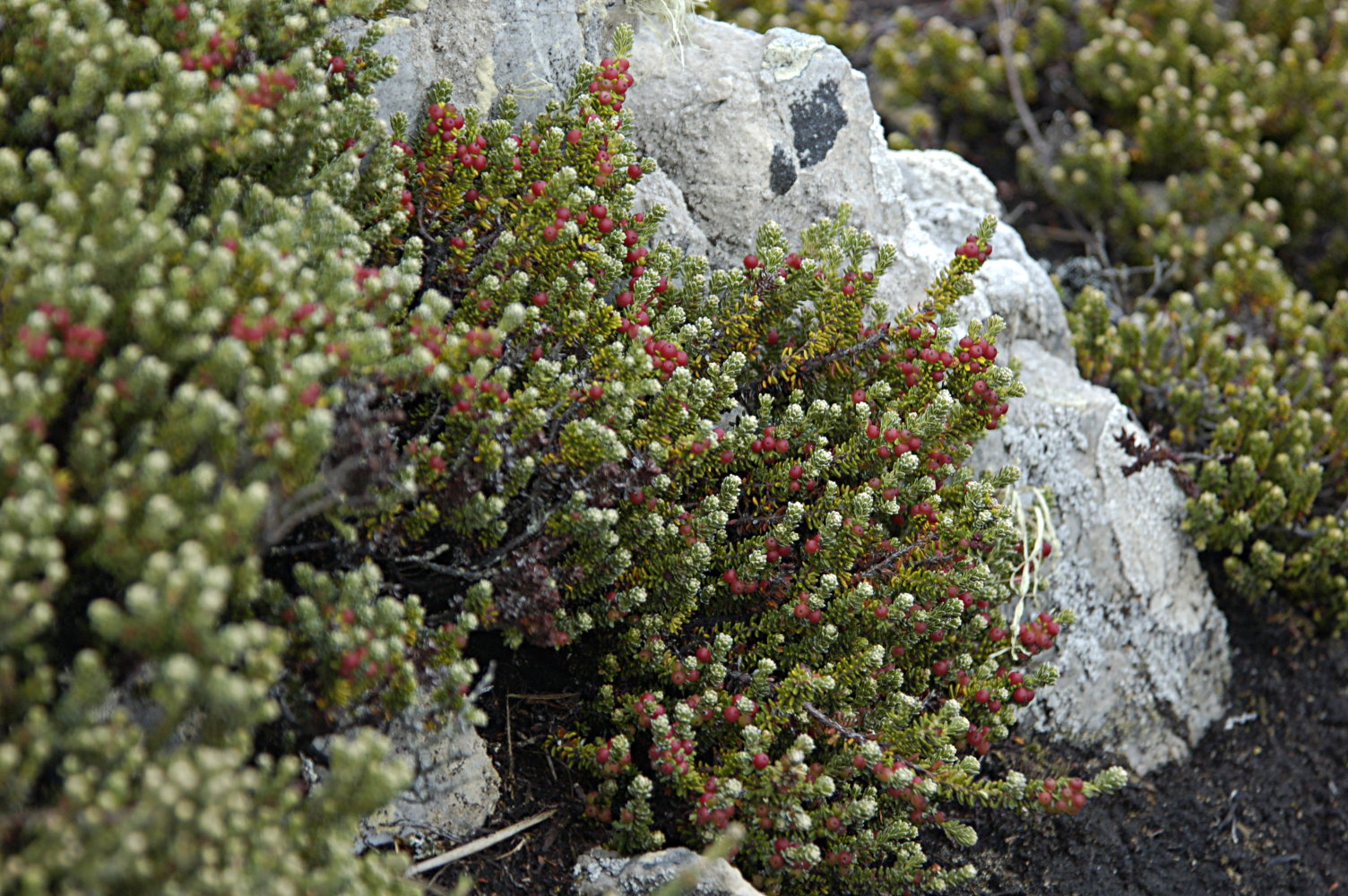
La mutilla (Empetrum rubrum), es una planta común en esta formación.

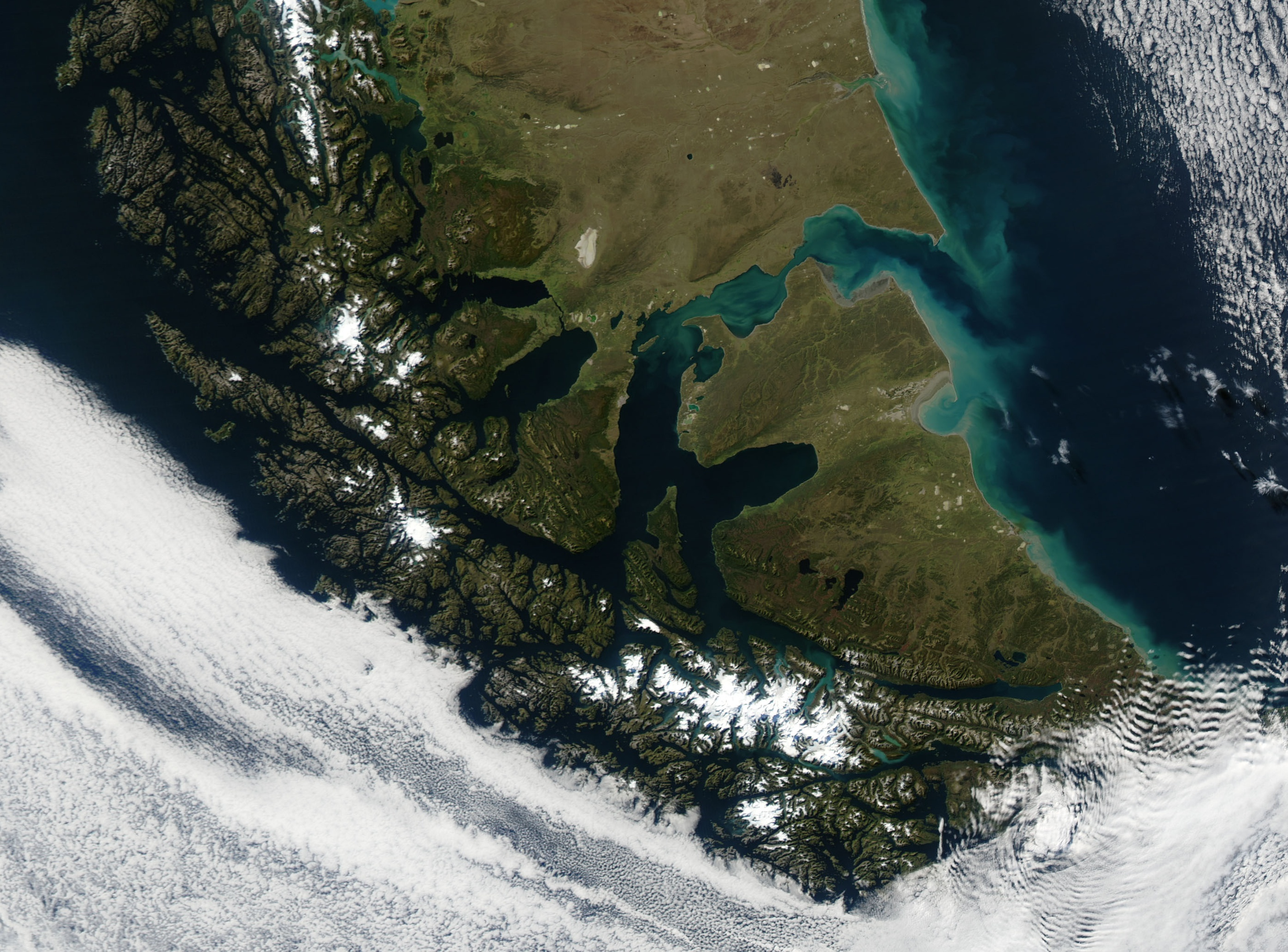
Vista satelital estival del sector norte de la isla Grande de Tierra del Fuego.

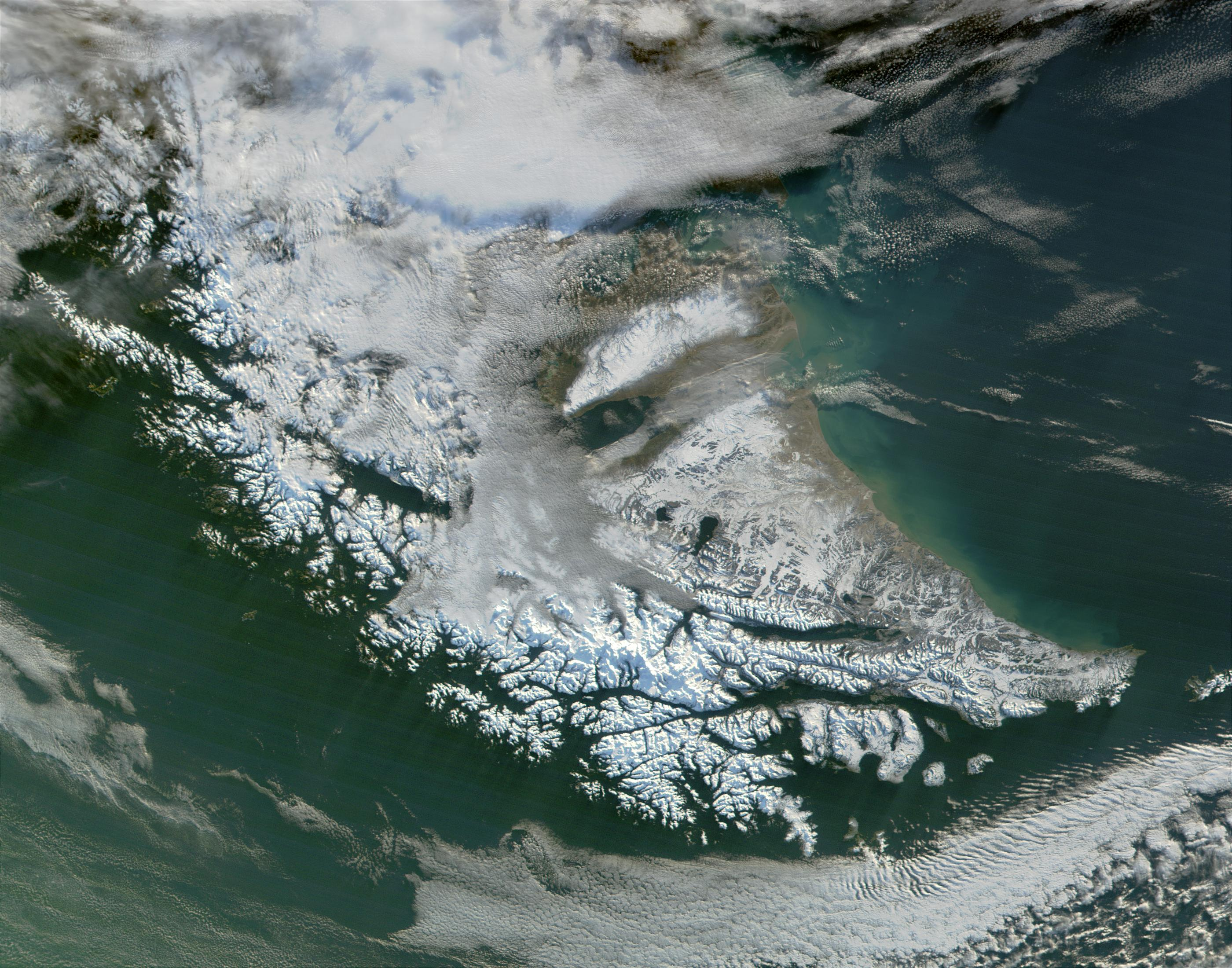
Vista satelital invernal del sector norte de la isla Grande de Tierra del Fuego.

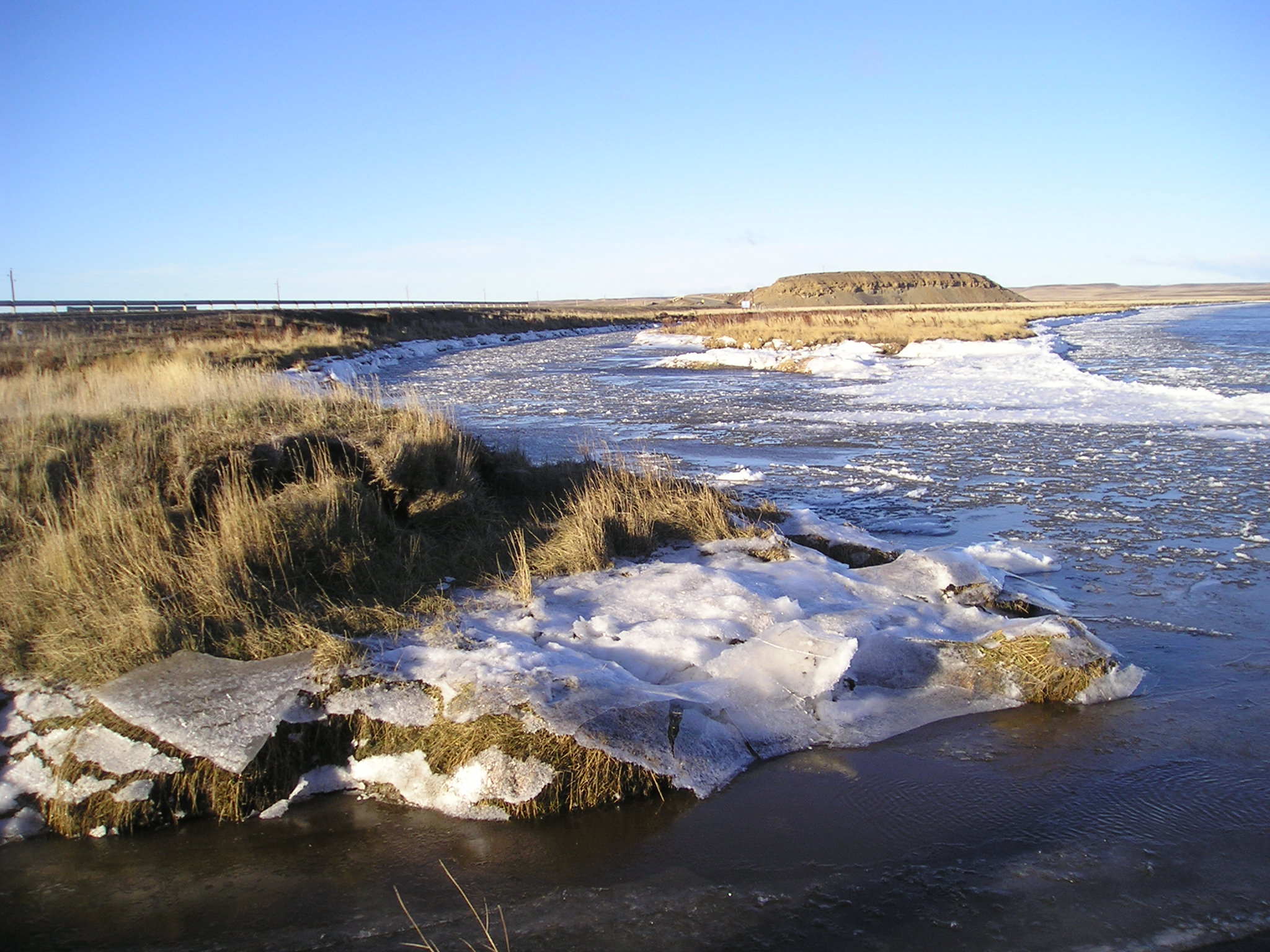
El río Grande en invierno, en el sector argentino de la isla Grande de Tierra del Fuego.

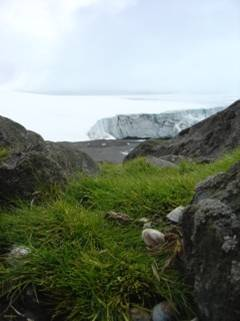
El pasto antártico (Deschampsia antarctica).

El distrito fitogeográfico patagónico fueguino es el más austral de los distritos fitogeográficos en que se divide la provincia fitogeográfica patagónica. Se lo encuentra en la porción norte de la isla Grande de Tierra del Fuego, ubicada en el extremo sur de la Patagonia. Incluye en su mayor parte formaciones de estepas graminosas con sectores con arbustos.

## Sinonimia
Algunos autores unifican el Distrito fitogeográfico Patagónico Subandino y a la Provincia fitogeográfica de la Payunia con el Distrito fitogeográfico Patagónico Fueguino.

## Distribución
Según la clasificación de Ángel Lulio Cabrera, este distrito fitogeográfico se ubica en la porción norte de la isla Grande de Tierra del Fuego, ubicada en el extremo sur tanto de la patagonia de la Argentina (Tierra del Fuego Antártida e Islas del Atlántico Sur) como de la patagonia de Chile (Región de Magallanes y la Antártica Chilena). 
Al sur contacta con la Provincia fitogeográfica Subantártica; al este lo hace con el mar Argentino del océano Atlántico; y al norte llega hasta la ribera sur del estrecho de Magallanes que lo separa del afín Distrito fitogeográfico Patagónico Subandino.
Las altitudes van desde el nivel del mar hasta unos 300 m s. n. m.

## Afinidades florísticas
Este Distrito fitogeográfico guarda estrecha relación con la Provincia fitogeográfica de la Payunia, y en especial con el Distrito fitogeográfico Patagónico Subandino, este último perteneciente también a la Provincia fitogeográfica Patagónica. También comparte algunos elementos del Distrito fitogeográfico Altoandino Austral de la Provincia fitogeográfica Altoandina, así como registra algunas influencias del Dominio fitogeográfico Subantártico.

## Características
Este Distrito fitogeográfico se caracteriza por presentar en su mayor parte formaciones de estepas graminosas, denominadas localmente coironales, las cuales presentan escasísimos arbustos intercalados. Junto a las pequeñas lagunas, arroyos y ríos, se presentan vegas o mallines. 
Sobre un visible suelo desnudo, la vegetación se muestra como un mar de gramíneas bajas y duras del tipo del coirón, las que cuentan con espinas, resinas y esencias que las tornan desagradables para los herbívoros. La vegetación toda presenta adaptaciones para soportar déficit hídricos prolongados junto con fuertes vientos y la nieve invernal. La principal actividad económica es la ganadería ovina. El uso poco racional de las comunidades vegetales produjo un severo proceso de desertificación y degradación.

## Suelos
Los suelos son franco-arenosos o arenosos, ricos en materiales finos, y cuentan con bastante materia orgánica; su reacción es ligeramente ácida. Abundan también sectores con cantos rodados. 

## Relieve
El relieve se presenta en terrazas o mesetas algo onduladas, con algunas sierras de bordes redondeados, pulidos, gastados a causa de la intensa erosión glaciar a la que fueron sometidas. 

## Clima
El clima es muy frío y bastante seco. No presentan nevadas en cualquier época del año, siendo las invernales severas en ocasiones, pudiendo cubrir la superficie por meses. Las lluvias, y en especial su rendimiento, aumentan hacia el sur y el oeste. Soplan durante todo el año muy fuertes vientos del cuadrante oeste. Pluviométricamente se ubica aproximadamente entre las isohietas de los 250 mm en su extremo norte, hasta la de los 400 mm en su extremo sur, en el sector ecotonal con el bosque subantártico. 
El tipo climático característico es la Pradera Patagónica, el cual es un clima estépico, algo húmedo gracias a las acciones morigeradoras del mar Argentino y del Estrecho combinadas, lo que redunda en veranos frescos. En lo alto de las mesetas se presenta el clima Alpino.

## Especies principales
La comunidad climática de este distrito es la estepa graminosa con muy escasos arbustos, donde domina netamente el coirón (Festuca gracillima); lo acompañan: Festuca pyrogea, Trisetum, Poa atropidiformis, Hordeum comosum, varias especies de Agrostis, Agropyron fuegianum, Bromus coloratus, Luzula chilensis, Baccharis magellanica, Silene magellanica, Armeria elongata, Nassauvia darwinii, Perezia recurvata, Arjona tuberosa, Adesmia lotoides, Avenella flexuosa, Geranium magellanicum, la mata negra (Chiliotrichum diffusum), la mutilla (Empetrum rubrum), etc.
En sectores medanosos dominan Plantago maritima, y Senecio patagonicus, acompañados por Adesmia lanata, Azorella monantha, etc.
En el fondo de los valles y depresiones se presentan prados, vegas, o mallines, ricos en especies vegetales, destacando: la cebada silvestre (Hordeum comosum), junto a Alopecurus antarticus, Bromus coloratus, Poa pratensis, Poa atropidiformis, Puccinella, Deyeuxia, Koeleria, Deschampsia antarctica, varias especies de Agrostis, Juncus scheuzerioides, Colobanthus quitensis, Acaena magellanica, Gentianella magellanica, Festuca pyrogea, Armeria elongata, Geum chilense y Azorella trifurcata. 
En lugares bajos y salobres cerca de las costas marinas dominan Lepidophyllum cupressiforme y Atriplex reichei, a las que acompañan: Salicornia ambigua, Suaeda fruticosa, etc.
La especie exótica invasora Hieracium pilosella, originaria de Eurasia, se encuentra ampliamente distribuida en la región. Esta especie tiene efectos negativos sobre la disponibilidad de forraje y puede desplazar a especies vegetales nativas.